# Austrolimnophila wygodzinskyi
Austrolimnophila wygodzinskyi är en tvåvingeart som beskrevs av Alexander 1948. Austrolimnophila wygodzinskyi ingår i släktet Austrolimnophila och familjen småharkrankar. Inga underarter finns listade i Catalogue of Life.